# Arturo Martínez
Arturo Esteban Martínez Rivera (* 11. října 1982 Ciudad de México) je bývalý mexický zápasník – judista.

## Sportovní kariéra
Narodil se do judistické rodiny. Jeho děd Higinio a otec Arturo se rekreačně věnovali judu. S judem začínal v rodném Ciudad de México. Do mexické mužské reprezentace se dostal poprvé v roce 2003 jako student univerzity ITESM v Monterrey. Na olympijské hry v Athénách se však nekvalifikoval. V roce 2008 se připravil na olympijskou sezonu a v těsném souboji s Uruguaycem Javierem Terrou obsadil poslední panamerickou kontinentální kvótu pro start na olympijských hrách v Pekingu. V Pekingu protaktizoval zápas úvodního na kola na tresty (šida) s Kameruncem Franckem Moussimou. Sportovní kariéru ukončil v roce 2011.

## Výsledky
| Olympijské hry          |     | —   |   |   |   | úč. |
| Mistrovství světa       | —   |     | — |   | — |     |
| Panamerické hry         | 7.  |     |   |   | — |     |
| Panamerické mistrovství | 3.  | úč. | — | — | — | 7.  |
| Středoamerické a k. hry |     |     |   | — |   |     |
| Univerziáda             | úč. |     |   |   | — |     |